# 人口與環境
《人口與環境》（Population & Environment）是一全1978年起發行的學術期刊。該期刊每年出版4次，內容為探索人口與自然資源和環境的關係。目前，期刊的主編是科羅拉多大學博爾德分校的Lori M. Hunter。據2012年發佈的期刊引證報告指，《人口與環境》的影響因子是2.585。

## 資料來源
1. ↑  .   [2014-05-23]. （原始内容存档于2019-10-07）.

## 外部連結
- 官方网站